# Championnat d'Algérie masculin de handball 1989-1990
Navigation
Saison 1988-1989 Saison 1990-1991
La saison 1989-1990 du Championnat d'Algérie masculin de handball est la 28e édition de la compétition.
Elle est remportée pour la sixième fois par le JSB/ERC Alger.

## Présentation

### Clubs participants
12 équipes sont engagés cette saison :
- Nadit Alger
- USM Bel Abbès
- CS Constantine
- IRB El-Biar
- NA Hussein-Dey
- IRB Aïn Taya
- CRB El-Harrouch
- MB Skikda
- SR Annaba
- MC Oran
- JSB/ERC Alger
- MC AlgerT

### Modalités
Après une première phase, les 12 équipes sont divisées en deux poules. À l'issue de cette seconde phase, les trois premiers de chaque poule sont qualifiés pour disputer le titre de champion d'Algérie lors du tournoi Play-Off, tandis que les trois derniers participent à un tournoi Play-Down pour désigner les deux équipes reléguées.

## Résultats

### Première phase
Tous les résultats ne sont pas connus.
Les résultats de la 10e journée, disputée le jeudi 14 décembre 1989, sont :
- MC Oran bat IRB Binaâ Alger 19-15
- CS Constantine - MC Alger 21-21
- Nadit Alger - NA Hussein-Dey 22-23
- Mécanique Aïn Taya - Machaal Skikda non joué
- Chabab El Harrouch - Ittihad Bel Abbès non joué
- Solb Annaba et Ittihad El Biar 22-22

Le classement après cette 10e journée est alors :
1. MC Oran 18 pts
2. MC Alger 15 pts (1 match en retard)
3. IRB Binaâ Alger 14 pts
4. CS Constantine 11 pts
5. NA Hussein-Dey 11 pts (1 match en retard)
6. Machaal Skikda 9 pts (1 match en retard)
7. Chabab El Harrouch 9 pts (1 match en retard)
8. Solb Annaba 8 pts (1 match en retard)
9. Ittihad El Biar 8 pts
10. Mécanique Aïn Taya 4 pts (1 match en retard)
11. Ittihad Bel Abbès 4 pts pts (1 match en retard)
12. Nadit Alger 1 pts (? match en retard)

En match en retard, le jeudi 22 mars 1990, le MC Alger bat l'IRB Aïn Taya 23 à 16 et à l'issue de cette mise à jour, le classement final de la première phase s'établit alors comme suit :
1. MC Alger 29 pts
2. JSB/ERC Alger 28 pts
3. MC Oran 25 pts
4. SR Annaba 24 pts
5. MB Skikda 22 pts
6. CRB El Harrouch 19 pts
7. IRB Aïn Taya 18 pts
8. NA Hussein Dey 18 pts
9. IRB El Biar 14 pts
10. CS Constantine 13 pts
11. Nadit Alger 9 pts
12. US Bel Abbès 0 pt.

### Deuxième phase
Pour la deuxième phase, qui a débuté le 4 avril 1990, les équipes sont divisées en deux poules :
- Poule A : MC Alger, MC Oran, MB Skikda, IRB El Biar, Nadit Alger et NA Hussein-Dey
- Poule B : JSB/ERC Alger, SR Annaba, CS Constantine, CRB El Harrouch, IRM Aïn Taya et IRM Bel Abbès.

Tous les résultats ne sont pas connus.
Parmi les résultats des 4e et 5e journée, on trouve :
- dans la poule A :
  - Solb Annaba bat Ittihad Bel Abbès 36-08 le lundi 30 avril 1990 à Annaba
  - MC Alger bat NA Hussein Dey
  - Skikda bat IRB El Biar
  - MC Oran et Nadit Alger(match nul)
  - Nadit Alger bat IRB El Biar (5e journée)
- dans la poule B :
  - Le CRB El Harrouch a perdu son match face aux camarades de Lechheb[Quoi ?]
  - Le CRB El Harrouch et IRM Aïn Taya ont fait match nul le vendredi 4 mai 1990
  - Le Chabab Mécanique Constantine bat Ittihad Bel Abbès par forfait le vendredi 4 mai 1990.

La 5e journée est marquée par plusieurs matchs reportés à cause de la participation des MC Alger, et l'JSB/ERC Alger en Coupe d'Afrique des vainqueurs de coupe 1990 (au demeurant remportée par le second face au premier) ainsi l'absence de Skikda contre le NA Hussein-Dey.

### Tournoi Play-Off
La phase finale pour le titre s'est joué au moyen de deux tournois.
Le programme et les résultats du premier tournoi, disputé à la salle OMS de Mostaganem, sont :
- jeudi 5 juillet 1990 :
  - MC Alger bat MC Oran 22-17
  - CM Constantine bat SR Annaba 17-16
  - JSB/ERC Alger bat Flambeau de Skikda 19-10
- vendredi 6 juillet 1990 :
  - MC Oran bat SR Annaba 23-15
  - JSB/ERC Alger bat MC Alger 23-19
  - CM Constantine bat Flambeau de Skikda par forfait 12-0

Après le premier tournoi, la FAHB a pris une lourde sanction contre le MC Oran en suspendant 5 joueurs et l'entraineur Fathi Berrouayel. À la suite de ces sanctions, le MC Oran a boycotté le second tournoi, accusant ainsi trois forfaits, et est finalement rétrogradé en deuxième division. 
Le programme et les résultats du second tournoi, disputé à Boufarik, sont :
- mercredi 11 juillet 1990
  - à 16h : JSB/ERC Alger bat SR Annaba 21-16
  - à 17h45 : MC Alger bat Flambeau de Skikda 28-12
  - à 18h30 : CM Constantine bat MC Oran par forfait 12-0
- jeudi 12 juillet 1990
  - à 16h : MC Alger bat SR Annaba 20-13
  - à 17h15: Flambeau de Skikda bat MC Oran par forfait 12-0
  - à 18h 30 : JSB/ERC Alger CM Constantine 28-13
- vendredi 13 juillet 1990
  - à 9h00 : SR Annaba bat Flambeau de Skikda 18-17
  - à 10h15 : JSB/ERC Alger bat MC Oran par forfait 12-0
  - à 11h30 : MC Alger bat CM Constantine 25-15.

Le classement final est :
|   | Équipe                | Pts | J | G | N | P | Bp  | Bc | Diff |
| - | --------------------- | --- | - | - | - | - | --- | -- | ---- |
| 1 | JSB/ERC Alger         | 10  | 5 | 5 | 0 | 0 | 103 | 58 | 45   |
| 2 | MC Alger              | 8   | 5 | 4 | 0 | 1 | 114 | 90 | 24   |
| 3 | CM Constantine        | 6   | 5 | 3 | 0 | 2 | 69  | 69 | 0    |
| 4 | Solb Riadhi de Annaba | 2   | 5 | 1 | 0 | 4 | 78  | 98 | -20  |
| 5 | Flambeau de Skikda    | 1-1 | 5 | 1 | 0 | 4 | 51  | 77 | -26  |
| 6 | MC Oran               | 0-3 | 5 | 1 | 0 | 4 | 40  | 73 | -33  |

Remarque : chaque forfait sur un match est pénalisé d'un point.

### Tournoi Play-Down
De même, la phase finale pour le maintien s'est joué en deux tournois.
Les résultats du premier tournoi sont :
- jeudi 5 juillet 1990
  - Nadit Alger bat ESM Bel Abbès
  - MA Hussein Dey et CRB El Harrouch (match nul)
  - IRB Aïn Taya bat IRB El Biar
- vendredi 6 juillet 1990
  - MA Hussein Dey bat ESM Bel Abbès
  - CRB El Harrouch bat IRB El Biar
  - Nadit Alger bat IRB Aïn Taya

Le programme et les résultats du second tournoi, disputé dans la salle omnisports de Ben Aknoun à Alger, sont :
- mercredi 11 juillet 1990
  - à 16h00 : MA Hussein Dey bat IRB Aïn Taya 23-19
  - à 17h15 : CRB El Harrouch bat ESM Bel Abbès 38-16
  - à 18h30 : IRB El Biar bat Nadit Alger 27-21
- jeudi 12 juillet : 1990 
  - à 16h00 : IRB Aïn Taya bat CRB El Harrouch 22-20
  - à 17h15 : IRB El Biar bat ESM Bel Abbès 34-16
  - à 18h30 : MA Hussein Dey bat Nadit Alger 23-17
- vendredi 13 juillet 1990 : 
  - à 9h00 : IRB Aïn Taya bat ESM Bel Abbès 30-17
  - à 10h15 : IRB El Biar bat MA Hussein Dey 20-17
  - à 11h30 : Nadit Alger bat CRB El Harrouch 26-18.

Le classement final est :
|    | Équipe          | Pts | J | G | N | P | Bp  | Bc  | Diff |
| -- | --------------- | --- | - | - | - | - | --- | --- | ---- |
| 7  | MA Hussein Dey  | 7   | 5 | 3 | 1 | 1 | 119 | 102 | 17   |
| 8  | Nadit Alger     | 6   | 5 | 3 | 0 | 2 | 126 | 102 | 24   |
| 9  | IRB El Biar     | 6   | 5 | 3 | 0 | 2 | 117 | 99  | 18   |
| 10 | IRB M Aïn Taya  | 6   | 5 | 3 | 0 | 2 | 101 | 94  | 7    |
| 11 | CRB El Harrouch | 5   | 5 | 2 | 1 | 2 | 140 | 120 | 20   |
| 12 | ESM Bel Abbès   | 0   | 5 | 0 | 0 | 5 | 93  | 175 | -82  |

Le CRB El Harrouch et l'ESM Bel Abbès est rétrogradé en deuxième division .

## Champion d'Algérie 1989-1990
| Champion d'Algérie masculin de handball 1989-1990 JSB/ERC Alger 6e titre |